# Campeonato Mundial de Boxeo Aficionado de 2021
El XXI Campeonato Mundial de Boxeo Aficionado se celebró en Belgrado (Serbia) entre el 25 de octubre y el 6 de noviembre de 2021 bajo la organización de la Asociación Internacional de Boxeo (AIBA) y la Federación Serbia de Boxeo.
Inicialmente el campeonato iba a realizarse en Nueva Delhi (India), pero por problemas con la financiación, la federación de este país declinó la organización del evento.
Las competiciones se realizaron en la Štark Arena de la capital serbia.

## Calendario
| P | Preliminares | ¼ | Cuartos de final | ½ | Semifinales | F | Final |

| Fecha→ Categoría ↓ | Lu 25 | Ma 26 | Mi 27 | Ju 28 | Vi 29 | Sá 30 | Do 31 | Lu 01 | Ma 02 | Mi 03 | Ju 04 | Vi 05 | Sá 06 |
| ------------------ | ----- | ----- | ----- | ----- | ----- | ----- | ----- | ----- | ----- | ----- | ----- | ----- | ----- |
| 48 kg              |       |       | P     |       |       | P     |       |       | ¼     |       | ½     | F     |       |
| 51 kg              |       | P     |       |       |       |       |       | P     | ¼     |       | ½     |       | F     |
| 54 kg              |       |       |       |       | P     |       | P     | P     | ¼     |       | ½     | F     |       |
| 57 kg              | P     |       |       | P     |       |       |       | P     | ¼     |       | ½     |       | F     |
| 60 kg              |       |       | P     |       | P     |       | P     |       | ¼     |       | ½     | F     |       |
| 63,5 kg            |       | P     |       |       |       | P     |       | P     | ¼     |       | ½     |       | F     |
| 67 kg              | P     |       |       | P     |       |       |       | P     | ¼     |       | ½     | F     |       |
| 71 kg              |       |       | P     |       | P     |       | P     |       | ¼     |       | ½     |       | F     |
| 75 kg              |       | P     |       |       |       | P     |       | P     | ¼     |       | ½     | F     |       |
| 80 kg              |       | P     |       |       |       | P     |       | P     | ¼     |       | ½     |       | F     |
| 86 kg              |       |       | P     |       |       |       | P     |       | ¼     |       | ½     | F     |       |
| 92 kg              |       | P     |       |       | P     |       | P     |       | ¼     |       | ½     |       | F     |
| +92 kg             |       | P     |       | P     |       |       | P     |       | ¼     |       | ½     | F     |       |

## Medallistas
| Evento                  | Oro                               | Plata                          | Bronce                                                               |
| ----------------------- | --------------------------------- | ------------------------------ | -------------------------------------------------------------------- |
| Minimosca (48 kg)       | Temirtas Zhussupov · Kazajistán   | Wuttichai Yurachai Tailandia   | Yauhen Karmilchyk · Bielorrusia Sajil Alajverdovi · Georgia          |
| Mosca (51 kg)           | Saken Bibosynov · Kazajistán      | Roscoe Hill Estados Unidos     | Ajtem Zakirov · RBF Thanarat Saengphet · Tailandia                   |
| Gallo (54 kg)           | Tomoya Tsuboi Japón               | Majmud Sabyrjan · Kazajistán   | Akash Kumar India Billal Bennama Francia                             |
| Pluma (57 kg)           | Jahmal Harvey Estados Unidos      | Serik Temirzhanov · Kazajistán | Samuel Kistohurry · Francia Osvel Caballero García · Cuba            |
| Ligero (60 kg)          | Sofiane Oumiha Francia            | Abdumalik Xalokov Uzbekistán   | Danial Shahbajsh · Irán Alexy de la Cruz Báez · República Dominicana |
| Wélter ligero (63,5 kg) | Andy Cruz Gómez · Cuba            | Kerem Özmen Turquía            | Reese Lynch Escocia Hovhannes Bachkov Armenia                        |
| Wélter (67 kg)          | Sewonrets Okazawa Japón           | Omari Jones Estados Unidos     | Ablaijan Zhusipov · Kazajistán Lasha Guruli · Georgia                |
| Semimedio (71 kg)       | Yuri Zajarieyev · Ucrania         | Vadim Musayev · RBF            | Alban Beqiri · Albania Sərxan Əliyev · Azerbaiyán                    |
| Medio (75 kg)           | Yoenlis Hernández Martínez · Cuba | Dzhambulat Bizhamov · RBF      | Salvatore Cavallaro · Italia Weerapon Jongjoho · Tailandia           |
| Semipesado (80 kg)      | Robby Gonzales Estados Unidos     | Aliaxei Alfiorau · Bielorrusia | Saveli Sadoma · RBF Vladimir Mironchikov · Serbia                    |
| Crucero (86 kg)         | Loren Alfonso Azerbaiyán          | Keno Machado · Brasil          | Victor Schelstraete · Bélgica Herich Ruiz Córdoba · Cuba             |
| Pesado (92 kg)          | Julio César La Cruz · Cuba        | Aziz Abbes Mouhiidine · Italia | Madiyar Saydraximov · Uzbekistán Enmanuel Reyes Pla · España         |
| Superpesado (+92 kg)    | Mark Petrovski · RBF              | Davit Chaloyan Armenia         | Məhəmməd Abdullayev Azerbaiyán Nigel Paul Trinidad y Tobago          |

## Medallero
| Núm. | País                 | Oro | Plata | Bronce | Total |
| ---- | -------------------- | --- | ----- | ------ | ----- |
| 1    | Cuba                 | 3   | 0     | 2      | 5     |
| 2    | Kazajistán           | 2   | 2     | 1      | 5     |
| 3    | Estados Unidos       | 2   | 2     | 0      | 4     |
| 4    | Japón                | 2   | 0     | 0      | 2     |
| 5    | RBF                  | 1   | 2     | 2      | 5     |
| 6    | Azerbaiyán           | 1   | 0     | 2      | 3     |
| 6    | Francia              | 1   | 0     | 2      | 3     |
| 8    | Ucrania              | 1   | 0     | 0      | 1     |
| 9    | Tailandia            | 0   | 1     | 2      | 3     |
| 10   | Armenia              | 0   | 1     | 1      | 2     |
| 10   | Bielorrusia          | 0   | 1     | 1      | 2     |
| 10   | Italia               | 0   | 1     | 1      | 2     |
| 10   | Uzbekistán           | 0   | 1     | 1      | 2     |
| 14   | Brasil               | 0   | 1     | 0      | 1     |
| 14   | Turquía              | 0   | 1     | 0      | 1     |
| 16   | Georgia              | 0   | 0     | 2      | 2     |
| 17   | Albania              | 0   | 0     | 1      | 1     |
| 17   | Bélgica              | 0   | 0     | 1      | 1     |
| 17   | Escocia              | 0   | 0     | 1      | 1     |
| 17   | España               | 0   | 0     | 1      | 1     |
| 17   | India                | 0   | 0     | 1      | 1     |
| 17   | Irán                 | 0   | 0     | 1      | 1     |
| 17   | República Dominicana | 0   | 0     | 1      | 1     |
| 17   | Serbia               | 0   | 0     | 1      | 1     |
| 17   | Trinidad y Tobago    | 0   | 0     | 1      | 1     |
|      | TOTAL                | 13  | 13    | 26     | 52    |

1. 1 2 3 4 5 6  Debido a la decisión del TAS de diciembre de 2020 de suspender los entes deportivos rusos, el equipo de Rusia participa bajo la denominación «Russian Boxing Federation» y las siglas RBF.